# Schaltwerkskäfig
Der Schaltwerkskäfig oder kurz Schaltkäfig, Fachbegriff: Schaltschwinge, ist eine Baugruppe des Schaltwerks an Fahrrädern mit Kettenschaltung. Er gleicht als Kettenspanner die freie Kettenlänge aus und führt die Kette fluchtend zum jeweils gewählten Ritzel. Seine Kenngröße ist die Kapazität, also Gesamtunterschiede der Zähnezahlen bei allen wählbaren Übersetzungen.

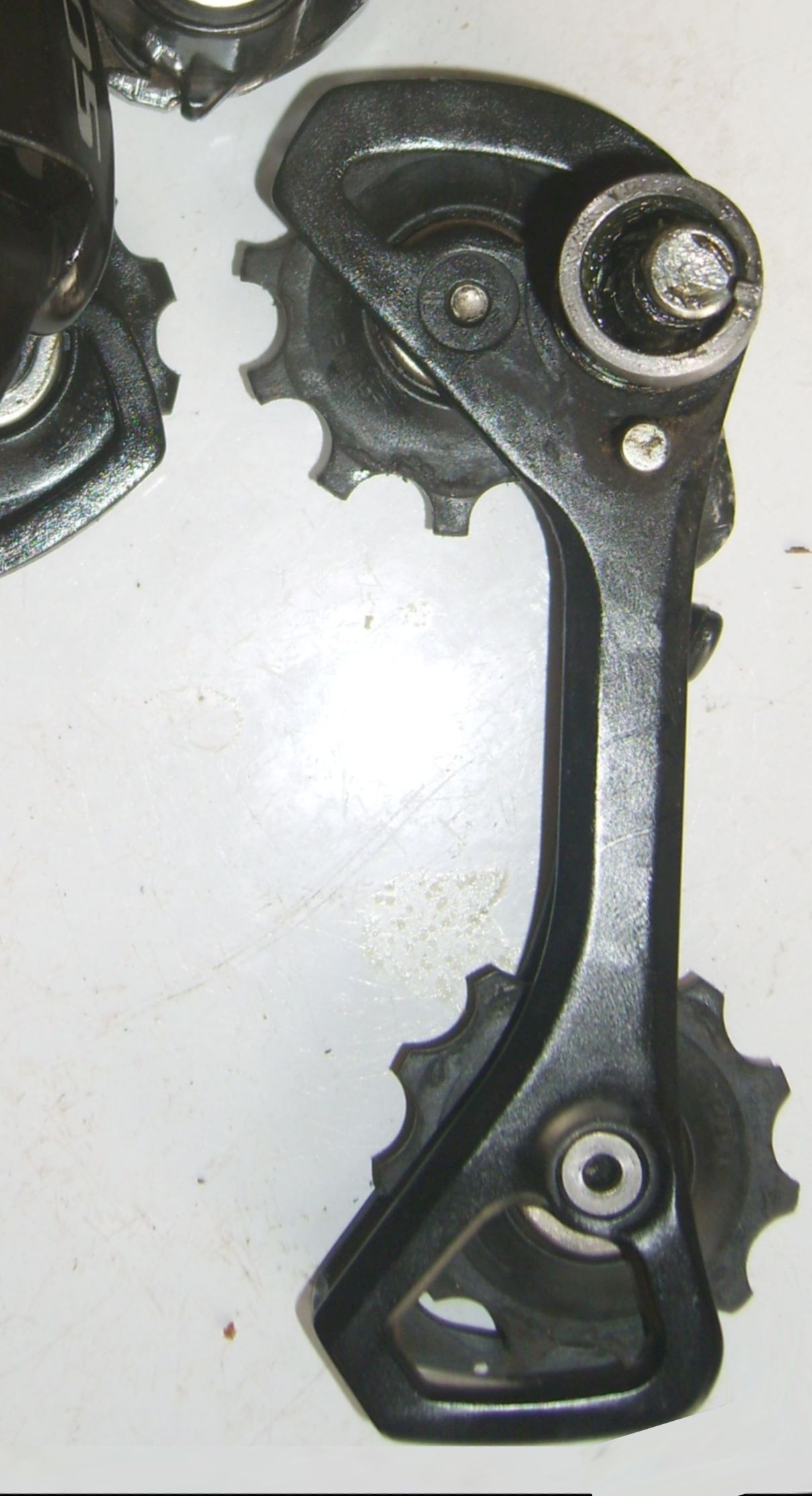
Schaltwerkskäfig (GS) der Shimano 105 11-fach-Schaltung (R5800). Oben die Leitrolle, rechts davon die Achse zum Schaltwerk mit Spannfeder, unten die Spannrolle.

## Komponenten
Der Schaltwerkskäfig besteht in der Hauptsache aus dem fahrradseitig eigentlich außen (rechts) liegenden inneren Kettenleitblech (Inner Plate), dem innen bzw. links liegenden äußeren Kettenleitblech (Outer Plate), aus der Leitrolle (Jockey Wheel / Guide Pulley, oben), der Spannrolle (Tension Pulley, unten) sowie der am „äußeren“ Kettenleitblech angebrachten Käfig- oder P-Achse (P Axis), die durch eine sie umlaufende Spiralfeder (P-Feder, P-Tension Spring) auf Spannung gebracht wird. Die Achsen und Lagerungen von Leit- und Spannrolle verbinden die beiden Leitbleche miteinander. Die Leitrolle liegt konstruktionsbedingt in der Nähe des jeweils aktiven Ritzels, die Spannrolle rotiert, je nach benötigter Kettenlänge, im festen Abstand beider Rollen zueinander im Uhrzeiger- oder Gegenuhrzeigersinn.
Oftmals liegt die P-Achse auf der Verlängerung der Achse der Leitrolle, zum Beispiel im MTB-Schaltwerk M670 (SLX) von Shimano. Im parallelen Trekking-Schaltwerk T670 (LX) liegt sie jedoch in einiger Entfernung von dieser. Bei den Rennrädern des Herstellers wanderte die Achse von einer Lage neben der Rolle in der Serie R5800 (siehe auch Bild rechts) um 2018 in der Serie R7000 zu einer Lage in Verlängerung der Leitrollenachse (jeweils Shimano 105, Analoges jedoch auch in der Ultegra-Serie). Analoges gilt überdies für die daraus abgeleitete GRX800-Serie im Gravelbereich, die allerdings als erste Gravelserie überhaupt erst zu diesem Zeitpunkt erstmals auf den Markt kam.

## Funktionsweise
Schaltwerke werden, unter Betrachtung auch der Verhältnisse am Umwerfer, derart ausgeliefert, dass auch bei Verwendung des je kleinsten Kettenblattes und Ritzels („klein/klein“) die Kette noch gespannt wird, wenn man eine Kettenlänge verwendet, die ausreicht, um die Konstellation mit je größtem Kettenblatt und Ritzel („groß/groß“) zu schalten.
Prinzipiell sollen beide soeben genannten Kombinationen möglichst nicht gefahren werden, da sie für die Kette größtmöglichen Schräglauf bedeuten – und ihre Übersetzung auch bei weniger Schräglauf auf dem jeweils anderen Kettenblatt gefahren werden kann (siehe konkrete Beispiele zum Bild unten). Jedoch kommt es auch bei erfahreneren Radlern gelegentlich dazu, dass sie versehentlich in diese Gänge schalten – etwa wenn sie nach einem Anstieg im kleinen Blatt eine Ebene erreichen und allmählich hochbeschleunigen oder wenn sie bei allmählich in kleinen Stufen größer werdender Steigung nach und nach herunterschalten. Ferner kann groß/groß unbeabsichtigt eingelegt werden, wenn der Fahrer beim Fahren im kleinsten Gang am steilen Berg versehentlich auf den Umwerferhebel kommt.
Radrennfahrer riskieren zuweilen bei überschaubaren Anstiegen bewusst die größere Reibung von groß/groß, um sich die längere Schaltpause zu sparen, die es bedeuten würde, das Kettenblatt und danach mehrere Ritzel zu schalten. Für sie könnte sich jenes Dilemma allerdings durch die elektronischen Schaltungen gelöst haben, in der, je nach Programmierung, bei Betätigen des Umwerfers das Schaltwerk gleichzeitig automatisch in sehr kurzer Zeit mehrere Ritzel auf einmal schaltet.
Da speziell das Schalten von groß/groß bei hierfür zu kurzer Kette fatale Folgen haben könnte (Abriss des Schaltwerks), wird also die Kettenlänge auf diese Kombination zugeschnitten. Der Schaltkäfig wird so gewählt, dass er noch in der Lage ist, die bei Schaltung auf klein/klein frei werdende Kettenlänge aufzunehmen.

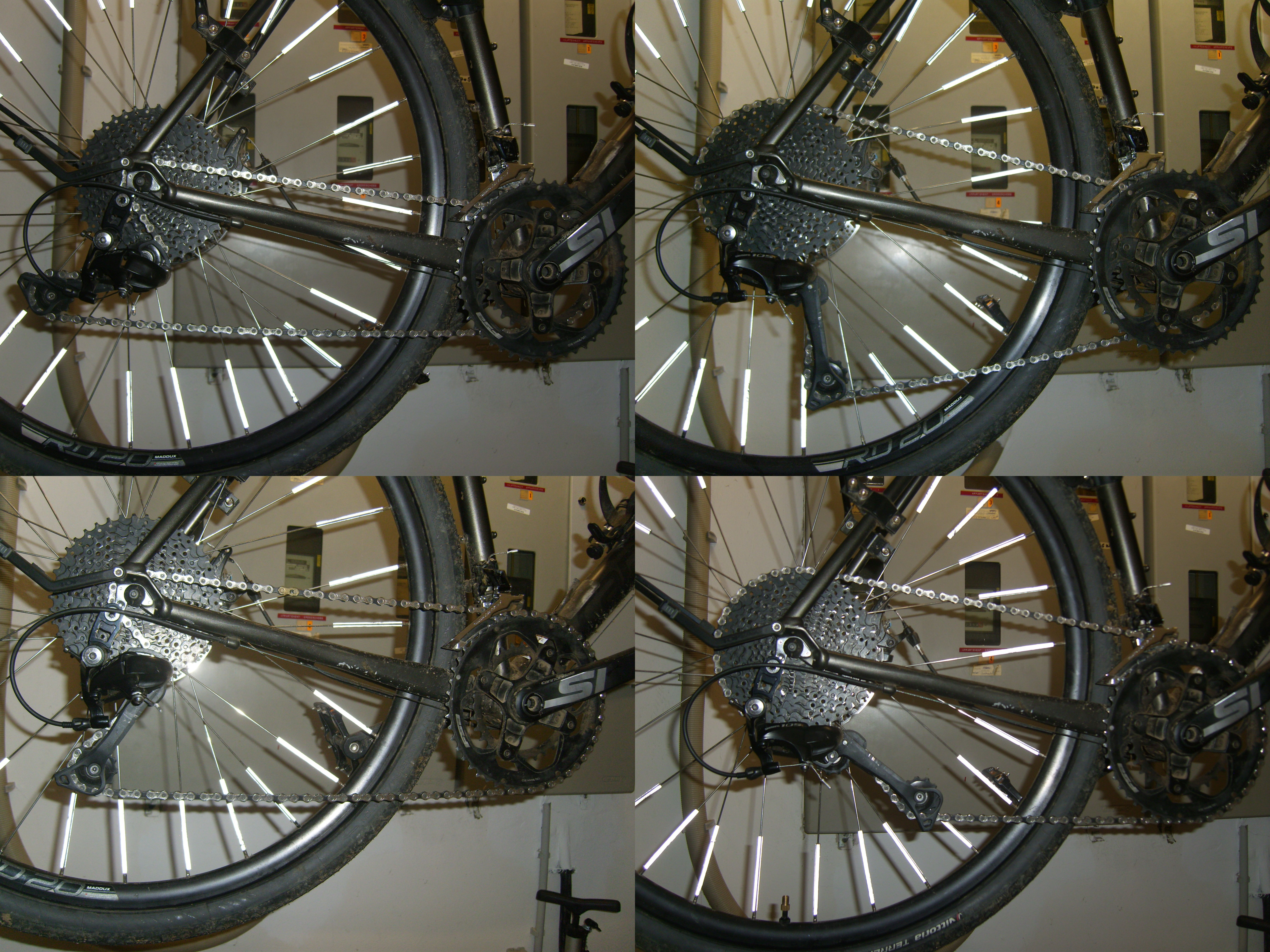
Oben: klein/klein (längstmögliche freie Kette) und klein/groß (kleinster Gang)
unten: groß/klein (schnellster Gang) und groß/groß (kürzestmögliche freie Kette)

Im rechts gezeigten Fall mit 32/48Z vorne und 11-42 hinten entspräche die Übersetzung von klein/klein (letzter Gang auf dem kleinen Blatt), also 32:11=48:16,5, in etwa der Übersetzung (48:17) des viertletzten Ganges auf dem großen Blatt, die Übersetzung von groß/groß (erster Gang auf dem großen Blatt), also 48:42=32:28, exakt der Übersetzung des vierten Ganges auf dem kleinen Blatt. Beide Übersetzungen wären also mit weniger Schräglauf der Kette und damit weniger Reibung auf dem jeweils anderen Kettenblatt fahrbar.
Im Bild rechts sieht man die jeweilige Positionierung des Schaltkäfigs, neben den „unerwünschten“ Extremkombinationen auch in den fahrtechnisch extremen Gängen, dem kleinsten Gang („klein/groß“, rechts oben) und dem schnellsten („groß/klein“, links unten). In der oberen Zeile ist die Kette auf das kleinste Blatt eingestellt, in der unteren auf das größte, während in der linken Spalte das kleinste Ritzel hinten anliegt, in der rechten das größte.
Beim Wechseln des Kettenblattes (oben nach unten) wird bei 16 Zähnen Unterschied am Umwerfer die Hälfte davon, also 8 Rollen, mehr an Kette benötigt, entsprechend bewegt sich der Schaltkäfig um einen gewissen Winkel im Gegenuhrzeigersinn um die dicht am Ritzel liegende Leitrolle, die Spannrolle (unten) wandert nach vorne bzw. auf dem Bild nach rechts.
Bei Schaltung der Ritzel vom kleinsten zum größten (links nach rechts) werden bei einer Differenz von 31 Zähnen zwischen beiden 15,5 Rollen Kette zusätzlich benötigt, die Spannrolle wandert entsprechend im Gegenuhrzeigersinn um einen noch größeren Winkel nach rechts, um bei der Kombination groß/groß die Kette fast maximal freizugeben.

## Kapazität
Die Kapazität ist eine wichtige Kenngröße eines Fahrradantriebs mit Kettenschaltung. Sie berechnet sich aus der Summe der Differenz an Zähnen vom größten zum kleinsten Kettenblatt vorne mit der Differenz zwischen größtem und kleinstem Ritzel hinten. Bei Einfachschaltungen ohne Umwerfer vorne ist die Kapazität einfach die Differenz hinten, bei Kombination aus Umwerfer vorne und Schaltwerk hinten spricht man auch jeweils von Teilkapazitäten.
Da die Kette vorne wie hinten jeweils etwa auf einem Halbkreis an den Zahnrädern anliegt, ist die Kapazität in etwa das Doppelte der durch den Schaltwerkskäfig aufzunehmenden Anzahl an Rollen, die Nenn-Kapazität eines Schaltwerks(käfigs) gibt genau die Kapazität für die Kombinationen an, für die das Schaltwerk ausgelegt ist. Sie stimmt nicht unbedingt mit dem Doppelten der Anzahl an Rollen überein, die ein Käfig aufnehmen kann. So wird bei einem Schaltwerk, das für Cassetten 11-34 und 22 Unterschied vorne ausgelegt ist, stets die entsprechende Kapazität 45 angegeben – auch wenn bei der (vom Hersteller nicht „zugelassenen“) Cassette 11-36 oder 11-40 der Käfig diese Differenz möglicherweise noch aufnehmen könnte (und die Position der Leitrolle auf diese großen Ritzel einstellbar wäre).

### Kurzer, mittlerer und langer Käfig

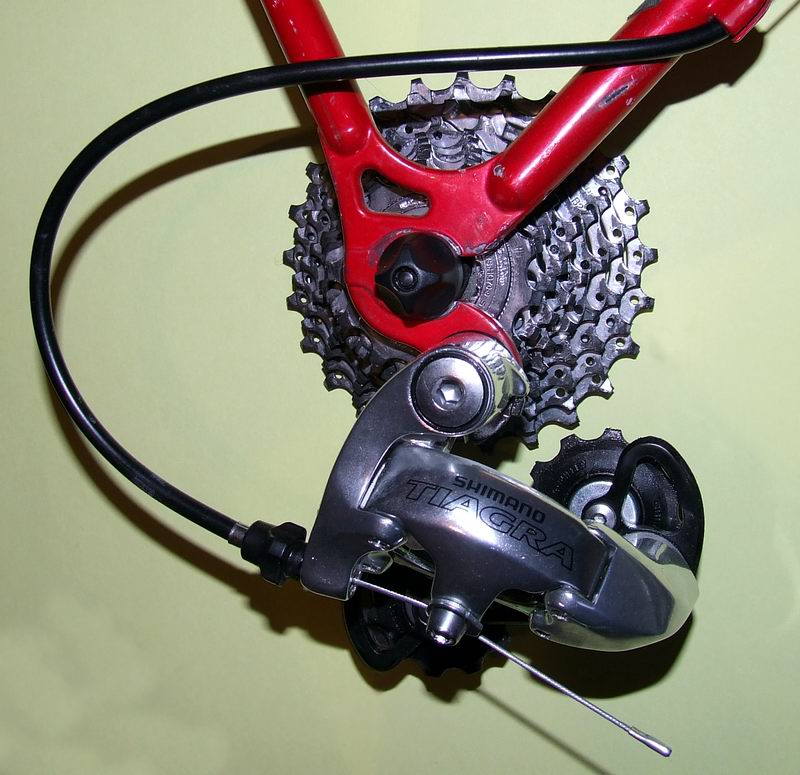
Typischer (älterer Tiagra-) SS-Käfig mit sehr kleinem Abstand zwischen Leit- und Spannrolle (man vergleiche mit dem SGS-Käfig auf dem Vierfachbild und dem GS-Käfig im Bild ganz oben)

Schaltkäfige werden herstellerseits als kurz, mittellang und lang bezeichnet, Marktführer Shimano spricht von SS-, GS- und SGS-Käfigen. Diese Bezeichnungen stellen allerdings keine Normen dar! Mit SS wird einfach der kürzere der in der Regel zwei verfügbaren Rennradkäfige bezeichnet, mit GS der längere Rennradkäfig oder der kürzere von in der Regel zwei erhältlichen Mountainbike- oder Trekking-Schaltwerken und mit SGS der längere von Letzteren.
In einem professionellen Rennrad ist man nach Möglichkeit bemüht, Gewicht zu sparen und eine optimale Schaltperformance sicherzustellen. Fährt ein Profi im flachen Gelände, ist er nicht selten mit der sogenannten „Heldenkurbel“ mit 53 und 39 Zähnen vorne und einer Kassette bis maximal 11-25 unterwegs. Hierfür würde bereits ein Käfig mit einer Kapazität von 28 Zähnen (je 14 vorne und hinten) reichen, der entsprechend leicht wäre, eine besonders kurze (und damit leichtere) Kette erlauben würde sowie eine für Ritzel bis 25 Zähnen optimale Position der Leitrolle. Indes haben inzwischen (2022) auch SS-Käfige eine Kapazität von meistens 35 Zähnen, um vorne 52/36 oder 50/34 und hinten Kassetten bis 11-30 zu ermöglichen; GS-Käfige für Rennräder haben im Vergleich dazu entsprechend nur eine um 4 bis 6 Zähne höhere Nennkapazität.
SGS-Käfige für MTB oder Trekking haben momentan (2022) eine Kapazität von etwa 47 Zähnen. Damit können entweder bei Dreifachumwerfer vorne 22 Zähne und hinten 25 (11-36) ausgeglichen werden oder bei Zweifachantrieb 16 Zähne vorne und 31 (11-42) hinten. Hierdurch wäre bei großem Kettenblatt mit 48 Zähnen, wie es bei Trekkingrädern oder Gravelbikes nicht unüblich ist, bei 48/32 vorne und 11-42 hinten (zweifach) oder 48/36/26 und 11-34 hinten (dreifach) eine Untersetzung von etwa 76 % möglich, bei Dreifach mit 48/36/26 vorne und 11-36 hinten sogar 72 %. Mit einer Untersetzung von 76 % kann man, bei 2,20 m Radumfang (622er Felge mit 40 mm Reifenbreite), ab 6 km/h mit mindestens 60 Tritten pro Minute (also einem pro Sekunde) pedalieren. Das heißt zum Beispiel, dass ein Fahrer mit Systemgewicht 80 kg (ink. Rad und Kleidung) eine Leistung von „nur“ 131 W aufbringen muss, um mit 60 Tritten pro Minute eine Steigung von 10 % zu bewältigen, während bei Einradübersetzung (26:26=32:32=100 %) je knapp ein Drittel mehr an Watt zu treten wäre für die bei gleicher Trittfrequenz dann erforderlichen rund 8 km/h.
Einfachantriebe, also ohne Umwerfer vorne, benötigen in der Regel weniger an Kapazität, jedoch existieren für 12-fach-Schaltungen hinten bereits Cassetten 10-52 mit entsprechend 42 Zähnen an benötigter Kapazität (SRAM Eagle).
Gelegentlich werden auch lange Käfige aus anderen Serien in für Einfachbetrieb ausgelegte Schaltwerke verbaut, um sie mit Zweifachschaltung fahren zu können. So kann das Gravel-Schaltwerk GRX812 mit nominell 31 Zähnen Kapazität und Auslegung für 11-42 Einfach durch Anbringung des SGS-Käfigs der Deore XT auf eine Nennkapazität von 47Z gebracht werden, Analoges gilt für das zwar für Zweifachbetrieb, jedoch mit GS-Käfig nur für bis 11-32 ausgelegte R5800er Schaltwerk der Shimano 105 unter Verwendung des SGS-Käfigs der Deore LX T670 bzw. XT T780.
In Schaltwerken, die es mit zwei verschiedenen Käfiglängen gibt, sind in der Regel nicht nur die Längen der Käfige verschieden, sondern auch die jeweiligen Positionen der Leitrolle – zumindest sofern die Käfigachse nicht gleich der Leitrollenachse ist. Da nämlich längere Käfige insbesondere dafür vorgesehen sind, auf größere Ritzel schalten zu können, muss sich die Leitrolle weiter unten positionieren. Zwar ließe sich in einem gewissen Rahmen durch die B-Schraube die Position des Schaltparallelogramms etwas nach hinten verschieben, dadurch litte aber die Umschlingung der kleinsten Ritzel. Aus analogen Gründen wird bei Ausweitung der Range durch eine vom Hersteller nicht zugelassene Cassette mit merklich mehr Zähnen das Anbringen einer Schaltaugenerweiterung angeraten.

### Kapazität eines Schaltkäfigs rechnerisch
Da die Kapazität eines Schaltkäfigs von einfachen geometrischen Gegebenheiten induziert wird, lässt sie sich näherungsweise gut berechnen, wenn kein Datenblatt zur Hand ist. Sie ergibt sich in der Hauptsache aus dem Abstand zwischen Leit- und Spannrolle, überdies noch aus der Anzahl an Zähnen beider Rollen.
Zunächst einmal sei darauf verwiesen, dass herstellerseits empfohlen wird, die erforderliche Kettenlänge zu bestimmen, indem man unter Auslassung des Schaltwerks in der groß/groß-Kombination die kürzeste Kettenlänge ermittele, in der ein Schließen noch möglich wäre, und 2 Rollen hinzu addiere. Es wird also davon ausgegangen, dass die groß/groß-Kombination unter Verwendung des Schaltkäfigs und der Berücksichtigung des erwünschten Restspiels zwei Rollen mehr erfordere als eine waagerecht vom Kettenblatt zum Ritzel verlaufende Kette.
Nun läuft die Kette bei klein/klein vom Kettenblatt aus waagerecht nach hinten, im Uhrzeigersinn über die halbe Spannrolle nach oben, über die Distanz der beiden Rollen nach vorne und schließlich im Gegenuhrzeigersinn um die halbe Leitrolle nach oben. Im Vergleich zu groß/groß läuft sie zusätzlich zweimal den Rollenabstand sowie je die halbe Leit- und Spannrolle.
Da der Rollenabstand innerhalb der Kette einen halben Zoll, also 1,27 cm, beträgt, teile man den Achsabstand des Käfigs durch 1,27 cm, verdopple, zähle das arithmetische Mittel der Zähnezahlen von Leit- und Spannrolle hinzu und ziehe 2 ab (siehe zweiter Absatz dieses Abschnitts). Dies ist in etwa die Anzahl an Kettenrollen, die der jeweilige Käfig verarbeiten kann, das Doppelte davon wäre seine rechnerische Kapazität.
Ein Käfig mit 5,08 cm Achsabstand und 11 Zähnen an beiden Rollen käme somit auf eine rechnerische Kapazität von 2×(2×4 + 11 – 2) = 34 Zähnen, bei Verdoppelung der Käfiglänge wären es 50 Zähne.

### Reale Schaltkäfige vs. rechnerische Kapazität
Ein SGS-Käfig der Deore XT der Serie M-8000 hat einen Achsabstand von 107 mm zwischen Leit- und Spannrolle. Dies entspricht (:12,7 mm) etwa 8,4 Kettenrollenabständen, bei je 11 Zähnen von Leit- und Spannrolle käme man auf 2×(16,8+11−2)=51,6 Zähne Kapazität. Der Käfig wird jedoch mit einer Kapazität von 47 Zähnen angegeben.
Beim zugehörigen GS-Käfig (wieder M-8000) ist die Diskrepanz noch größer, denn er ist mit 88 mm nur um etwa anderthalb Rollenabstände kürzer, weshalb die Kapazität um nur 6 Zähne geringer sein müsste. Er wird jedoch mit 39 Zähnen angegeben, der identische Käfig im Gravelschaltwerk GRX812 gar nur mit 31 Zähnen. Die 39 Zähne Kapazität entstammen möglicherweise einem Ausweisungsfehler, denn das Schaltwerk ist für 11-42 und 10 Zähne Differenz vorne zugelassen, was eine Kapazität von 41 ergäbe. Die 31 Zähne für das Gravelschaltwerk kommen hingegen vermutlich daher, dass dieses nur für Einfachschaltung und bis zur Cassette 11-42 zugelassen ist, was zur Kapazität von 31 führt.
Ein GS-Käfig für Rennräder der Serie R-5800 (Shimano 105) bzw. R-6800 (Ultegra) hat eine Länge von 86 mm, was rechnerisch einer Kapazität von 45 entspräche, angegeben werden aber 37, was auch zu den zugelassenen Kombinationen (vorne 16 Differenz, hinten bis 11-32) passt.
Die mitunter nicht geringen „Sicherheitsabstände“ der Nennkapazität zur rechnerischen hängen, neben dem Bezug auf zugelassene Kombinationen, auch damit zusammen, dass eine Kette nur auf eine durch 2 teilbare Anzahl an Rollen gelängt werden kann. Fehlen nur 0,01 Rollen, so fällt die Kette um 1,99 Rollern „zu lang“ aus, was in der Kapazität mit 3,98, also in etwa 4 weniger, zu Buche schlüge. Nach Verbrauchererfahrungen funktioniert ein Schaltwerk sehr oft auch bei um 4 oder 6 Zähne gegenüber dem Nennwert höherer erforderlicher Kapazität.